# Caecijaera mirabilis
Caecijaera mirabilis är en kräftdjursart som beskrevs av Oleg Grigor'evich Kussakin 1962. Caecijaera mirabilis ingår i släktet Caecijaera och familjen Janiridae. Inga underarter finns listade i Catalogue of Life.